# Струковська сільська рада
Стру́ковська сільська рада (рос. Струковский сельский совет) — сільське поселення у складі Оренбурзького району Оренбурзької області Росії.
Адміністративний центр — село Струково.

## Населення
Населення — 779 осіб (2019; 835 в 2010, 938 у 2002).

## Склад
До складу сільської ради входять:
| Населений пункт | Населення, осіб (2002) | Населення, осіб (2010) |
| --------------- | ---------------------- | ---------------------- |
| Ріпино, село    | 374                    | 344                    |
| Струково, село  | 564                    | 491                    |